# Cathédrale Sainte-Marie de San Francisco
Pour l’article homonyme, voir Cathédrale Sainte-Marie.
La cathédrale Sainte-Marie de l'Assomption (en anglais : Cathedral of Saint Mary of the Assumption) est un édifice religieux catholique situé à San Francisco, en Californie, aux États-Unis. Située dans le quartier de Cathedral Hill, il s'agit de l'église principale de l'archidiocèse de San Francisco.

## Contexte historique: une première cathédrale depuis 1854
La cathédrale originale de Sainte-Marie-de-l'Immaculée-Conception a été construite en 1853-1854 à l'angle de California Street et de Grant Avenue, et qui existe toujours aujourd'hui sous le nom d' ancienne cathédrale Sainte-Marie (en).

## Historique de la cathédrale récente

### Mise en service d'une nouvelle cathédrale en 1891

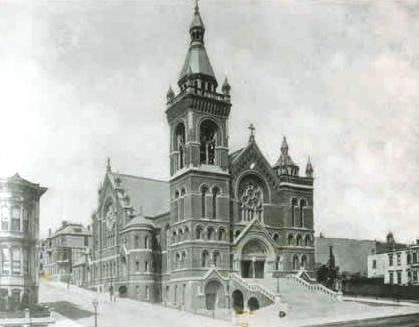
Deuxième cathédrale sur Van Ness Avenue, en service de 1891 à 1962, alors détruite par un incendie le 7 septembre.

Une cathédrale a remplacé la précédente entre 1891 et 1962. L'archevêque Riordan a maintenu la dédicace de l'édifice envers Sainte-Marie-de-l'Assomption, officiellement le 11 janvier 1891. Elle a donc servi l'archidiocèse de San Francisco pendant soixante et onze ans. Le secrétaire d'État du pape Eugenio Cardinal Pacelli (futur pape Pie XII) a dit la messe au maître-autel en octobre 1936. Le 3 avril 1962, Joseph T. McGucken fut installé comme cinquième archevêque de San Francisco dans la cathédrale. Cinq mois plus tard, dans la nuit du 7 septembre 1962, l'édifice fut détruit par un incendie criminel.

### Remplacement de la cathédrale incendiée en 1962
La cathédrale actuelle a été mise en service au moment où le concile Vatican II se réunissait à Rome. Mgr Thomas J. Bowe a été le premier recteur de la nouvelle cathédrale de 1962 à 1980. La première pierre a été posée le 13 décembre 1967 et la cathédrale a été achevée trois ans plus tard. Le 5 mai 1971, la cathédrale a été bénie et le 5 octobre 1996, elle a été officiellement dédiée à la Bienheureuse Vierge Marie sous le nom de Sainte Marie de l'Assomption. La première messe papale a été célébrée par le pape Jean-Paul II dans la cathédrale en 1987.

## Architecture

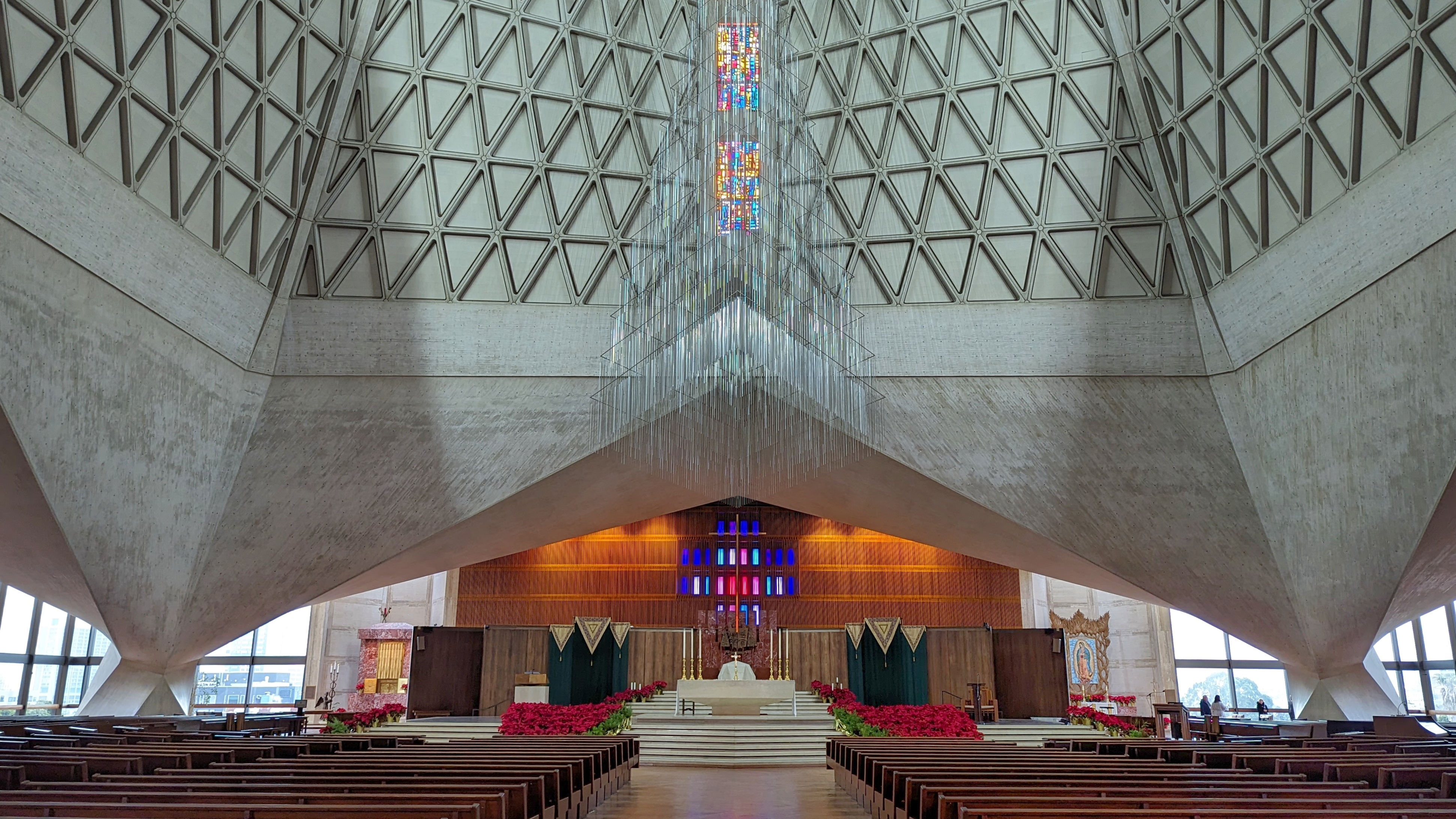
L'intérieur.

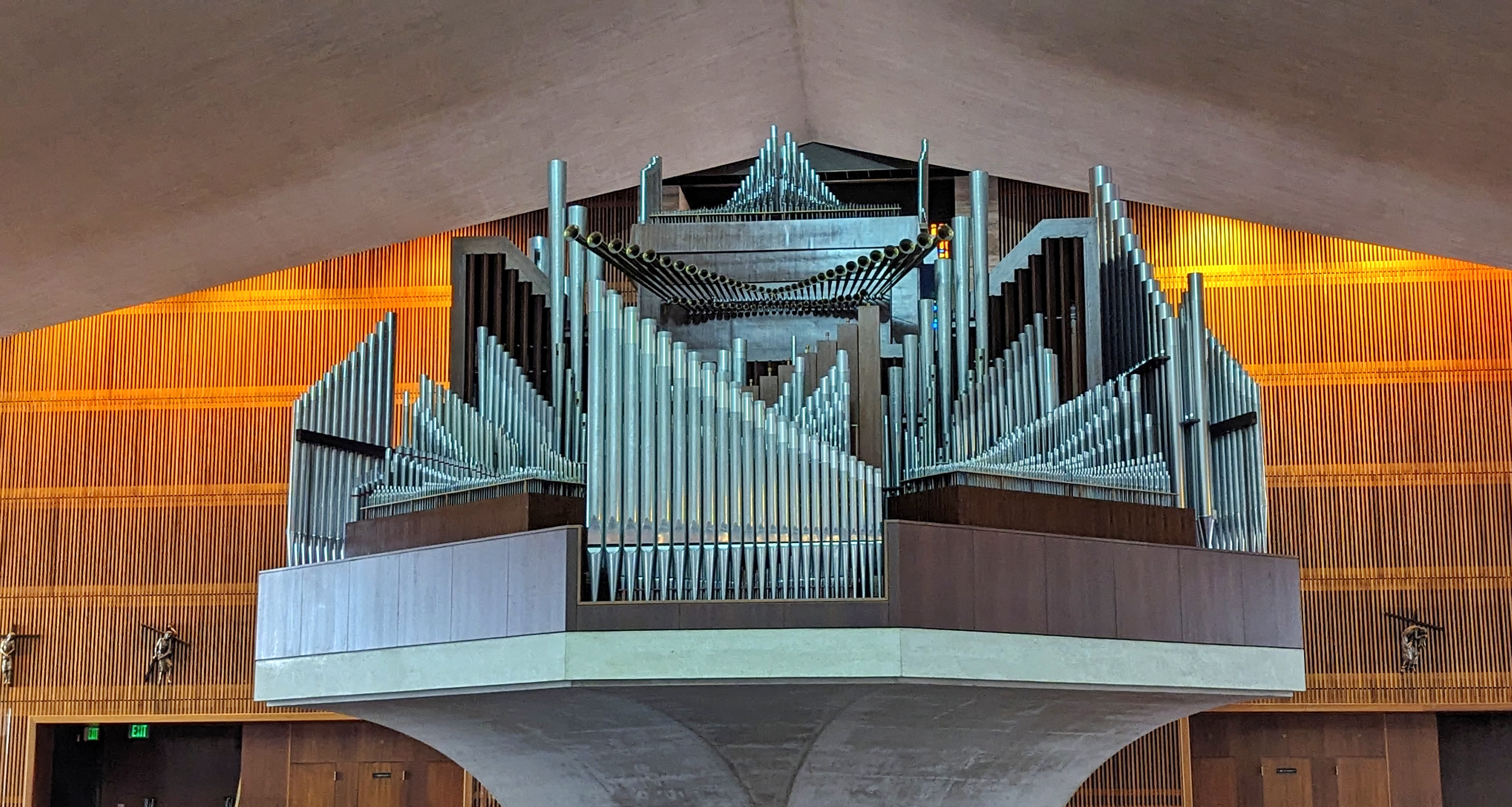
L'orgue.

La cathédrale de 1971 a été conçue par les architectes locaux John Michael Lee, Paul A. Ryan et Angus McSweeney, en collaboration avec les architectes de renommée internationale Pier Luigi Nervi et Pietro Belluschi, alors doyen de l'école d'architecture du Massachusetts Institute of Technology (MIT).
Mesurant 78 mètres carrés, la cathédrale s'élève à 58 mètres de haut et est couronnée d'une croix dorée de 17 mètres. Son toit est en forme de selle (saddle roof), suivant une courbe convexe autour d'un axe et une courbe concave autour de l'autre. Il est composé de huit segments de paraboloïdes hyperboliques, de telle sorte que la section horizontale inférieure du toit est un carré et la section supérieure une croix.
L'édifice a été sélectionné en 2007 par le chapitre local de l'American Institute of Architects pour figurer sur une liste des 25 meilleurs bâtiments de San Francisco. En 2017, Architecture Digest l'a désigné comme l'une des 10 plus belles églises des États-Unis.